# Horatosphaga regularis
Horatosphaga regularis är en insektsart som först beskrevs av Bolívar, I. 1922.  Horatosphaga regularis ingår i släktet Horatosphaga och familjen vårtbitare. Inga underarter finns listade i Catalogue of Life.